# Гай Атилий Барбар
Гай Атилий Барбар (на латински: Gaius Atilius Barbarus) е сенатор на Римската империя през 1 век.
Той е през 71 г. суфектконсул заедно с Луций Флавий Фимбрия.